# Monstera obliqua
Monstera obliqua — вид роду Монстера, що походить із Центральної та Південної Америки. Він — геміепіфіт, як і більшість інших видів монстер. Рослина особливо відома своїм листям, яке часто дуже перфороване, іноді описується як таке, що має більше порожнього простору, ніж лист. Ілюстрацію загальної різниці у формі дорослих листків у різних особин цього виду можна знайти в книзі Майкла Медісона «A Revision of Monstera». Вид зазвичай не культивується, але назву часто неправильно застосовують до зразків більш поширеної Monstera adansonii.